# آلان فابياني
آلان فابياني (14 سبتمبر 1958 في الجزائر - ) (بالفرنسية: Alain Fabiani)‏ هو لاعب كرة طائرة فرنسا في مركز ممرر ‏. شارك في الألعاب الأولمبية الصيفية 1988.

## وصلات خارجية
- آلان فابياني على موقع الاتحاد الأوروبي (الإنجليزية)
- آلان فابياني على موقع دوري الدرجة الأولى الإيطالي للكرة الطائرة - رجال (الإيطالية)
- آلان فابياني على موقع أوليمبيديا (الإنجليزية)